# Celestí Prieto Rodríguez
Celestí Prieto Rodríguez (Barcelona, 21 de gener de 1960) va ser un ciclista català que fou professional entre 1983 i 1990. El seu principal èxit esportiu fou la victòria en una etapa de la Volta a Espanya de 1981.
Des de 1989 viu a Vilanova i la Geltrú, on regenta una botiga d'esports.

## Palmarès
- 1981
  - Vencedor d'una etapa de la Volta a Espanya
  - Vencedor d'una etapa de la Volta a la Costa dels Tarongers
- 1982
  - Vencedor d'una etapa de la Volta de les Tres Províncies
  - Vencedor d'una etapa de la Setmana Catalana
- 1983
  - Vencedor d'una etapa de la Volta a Burgos
- 1985
  - 1r al Gran Premi Navarra

### Resultats a la Volta a Espanya
- 1981. 26è de la classificació general. Vencedor d'una etapa
- 1982. 12è de la classificació general
- 1983. 40è de la classificació general
- 1984. 28è de la classificació general
- 1985. 12è de la classificació general
- 1987. 41è de la classificació general
- 1988. Abandona

### Resultats al Tour de França
- 1983. 46è de la classificació general
- 1984. 34è de la classificació general
- 1985. 17è de la classificació general
- 1986. Abandona (15a etapa)
- 1987. 100è de la classificació general
- 1988. 117è de la classificació general